# Нови-Извор
Нови-Извор (болг. Нови извор) — село в Болгарии. Находится в Пловдивской области, входит в общину Асеновград. Население составляет 330 человек.

## Политическая ситуация
В местном кметстве Нови-Извор, в состав которого входит Нови-Извор, должность кмета (старосты) исполняет Айнур Сейдулов Нешадов (Движение за права и свободы (ДПС)) по результатам выборов правления кметства.
Кмет (мэр) общины Асеновград — Христо Грудев Грудев (коалиция партий: Граждане за европейское развитие Болгарии (ГЕРБ), ВМРО — Болгарское национальное движение) по результатам выборов в правление общины.